# Streptanthus barbiger
Streptanthus barbiger är en korsblommig växtart som beskrevs av Edward Lee Greene. Streptanthus barbiger ingår i släktet Streptanthus och familjen korsblommiga växter. Inga underarter finns listade i Catalogue of Life.